# 路易-亞歷山大·德·波旁
路易-亞歷山大·德·波旁（法語：Louis-Alexandre de Bourbon，1678年6月6日—1737年12月1日），吐魯斯伯爵，法國國王路易十四與情婦蒙特斯潘侯爵夫人的私生子。

## 家庭
1723年，路易-亞歷山大與瑪麗-薇朵兒·德·諾瓦耶結婚，兩人的獨子路易-若望-馬利於1725年出生。